# СУ-26 (САУ)
Т-26-6 — лёгкая советская самоходная артиллерийская установка непосредственной поддержки пехоты. Создана на шасси лёгкого танка Т-26. Разработана в августе 1941 года на заводах № 174 имени К. Е. Ворошилова и подъёмно-транспортных сооружений имени С. М. Кирова в Ленинграде. При её производстве использовались шасси повреждённых танков Т-26. По разным данным всего было выпущено от 29 до 32 машин.

## История создания

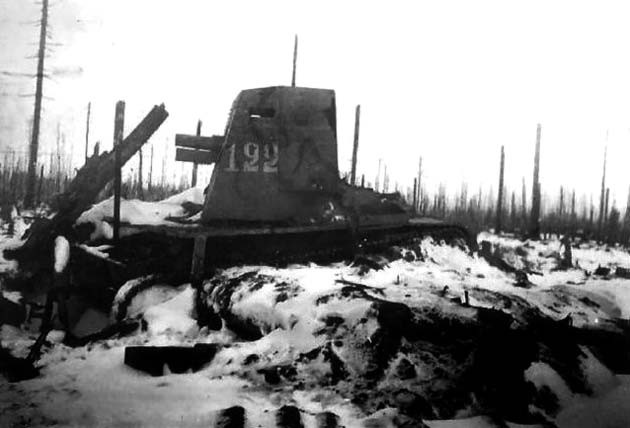
Подбитая САУ, вероятнее всего, из 122-й танковой бригады, район Погостья, зима-весна 1942 года

В мае 1941 года заместитель НКО СССР маршал Г. И. Кулик утвердил тактико-технические требования на 76-мм самоходную пушку поддержки мото-механизированных соединений, на шасси танка Т-26. От разработчиков требовалось вносить в шасси танка Т-26 только минимальные изменения. 3 июня 1941 года КБ завода № 174 имени К. Е. Ворошилова под руководством С. А. Гинзбурга начало работы по эскизному проектированию «самоходной установки пушки „КТ-26“ на шасси Т-26», модель получила индекс Т-26-6. Начало войны внесло коррективы в разработку проекта и в металле Т-26-6 изготовлен не был.
5 августа 1941 года Военный совет Ленинградского фронта рассмотрел предложение инженеров заводов № 174 и подъёмно-транспортного оборудования о создании САУ на базе лёгкого танка Т-26 с вооружением в виде 76-мм полковой пушки образца 1927 года. В процессе переоборудования с корпусов срезалась подбашенная коробка, но оставалась рубка механика-водителя. В бывшем боевом отделении устанавливалась коробчатая балка, служившая опорой для платформы с тумбовой установкой вращающейся части 76-мм полковой пушки образца 1927 года с новым щитовым прикрытием. В настиле этой платформы оборудовались четыре люка для доступа к снарядному погребу под ним (один большой и три малых). Причиной появления этой импровизированной боевой машины стало стремление дать фронту больше бронетехники. В июле — августе 1941 года изготовили 2 машины с 37-мм зенитной пушкой 61-К, имевшие заводской  индекс Т-26-8 (поступили в 124-ю танковую бригаду). САУ с 76-мм пушками начали собирать в сентябре на заводе подъёмно-транспортного оборудования им. С. М. Кирова, на который с завода № 174 были переданы построенные из задела 12 Т-26 с отбракованными корпусами. 
11 машин были сданы 14 октября 1941 года. 12-я установка поступила на испытания на АНИОП 24 октября 1941 года. Результаты показали, что машина крайне не удобна для работы экипажа, а местами даже опасна. Тем не менее, уже изготовленные установки признали «Использовать в войсковых частях можно, но предварительно необходимо произвести все указанные в общих выводах доработки».
|      | 1 | 2 | 3 | 4 | 5 | 6 | 7 | 8 | 9 | 10 | 11 | 12 | Всего |
| ---- | - | - | - | - | - | - | - | - | - | -- | -- | -- | ----- |
| 1941 |   |   |   |   |   |   |   |   |   | 12 |    |    | 12    |
| 1942 |   |   |   |   |   |   | 4 | 1 |   |    | 1  |    | 6     |
| 1943 | 9 | 1 | 1 |   |   |   |   |   |   |    |    |    | 11    |

## Использование и дальнейшее развитие
Машины выпуска 1941 года поступили на вооружение батарей, которые были приданы 122-й, 123-й, и 124-й танковым бригадам, а производства 1942 — 220-й танковой бригаде, а также шли на восполнение потерь. Единичные машины попали в 16-ю и 125-ю танковые бригады. Штатно батарея состояла из 4 САУ.
Одна установка, проходящая по документам как «Т-26 С.У.», имелась в 220-й танковой бригаде Ленфронта 11 декабря 1943 года.

## Описание конструкции

### Ходовая часть

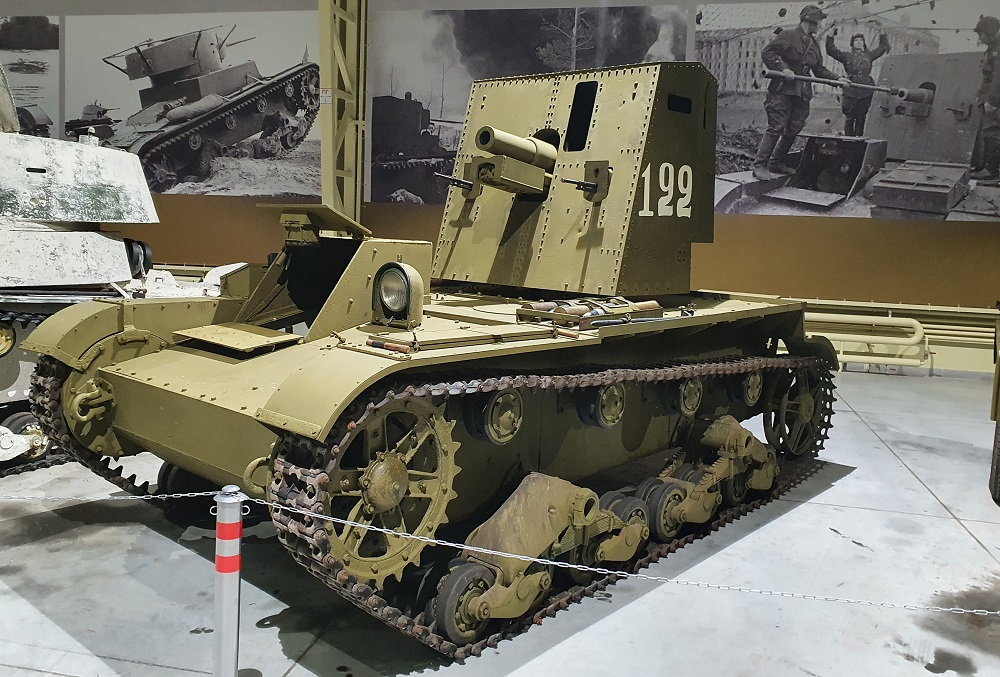
76-мм самоходная артиллерийская установка СУ-26 в Музее отечественной военной истории, Падиково

Аналогично шасси лёгкого танка Т-26.
Ходовая часть Т-26 применительно к одному борту состояла из восьми сдвоенных обрезиненных опорных катков диаметром 300 мм, четырёх сдвоенных обрезиненных поддерживающих катка диаметром 254 мм, ленивца и ведущего колеса переднего расположения. Подвеска опорных катков — сблокированная во взаимозаменяемых тележках по четыре, на листовых рессорах. Каждая тележка состояла из двух коромысел с двумя катками, одно из которых шарнирно соединялось с литым балансиром, в свою очередь шарнирно закреплённом на корпусе танка, а другое крепилось на двух параллельных четвертьэллиптических рессорах, жёстко соединённых с балансиром. Единственным изменением подвески за время серийного производства танка было её усиление в 1939 году за счёт замены трёхлистовых рессор пятилистовыми, в связи с возросшей массой танка. Гусеницы Т-26 — шириной 260 мм, с открытым металлическим шарниром, одногребневые, цевочного зацепления, изготавливавшиеся литьём из хромоникелевой илимарганцовистой стали.

### Двигатель
На машине стоял двигатель Т-26, представляющий копию британского «Армстронг-Сидли». Позже Т-26Ф. Двигатель имел рабочий объём 6600 см³ и развивал максимальную мощность в 91 л. с. / 66,9 кВт при 2100 об/мин и максимальный крутящий момент в 35 кг·м / 343 Н·м при 1700 об/мин. В 1937—1938 годах на танк устанавливался форсированный вариант двигателя, мощность которого составляла 95 л. с.

### Трансмиссия
В состав трансмиссии Т-26-6 входили:
- Однодисковый главный фрикцион сухого трения (сталь по феродо), смонтированный на двигателе.
- Карданный вал, проходивший через боевое отделение.
- Пятиступенчатая (5+1) механическая трёхходовая коробка передач, размещённая в отделении управления слева от механика-водителя.
- Механизм поворота, состоявший из двух многодисковых бортовых фрикционов беспружинного типа и ленточных тормозов с накладками феродо.
- Одноступенчатые бортовые передачи.

### Башня
СУ-26 имела прямоугольную вращающуюся на 360 градусов башню (рубку). Также САУ с башней полного вращения разрабатывали в Странах Оси и в Великобритании, но все проекты так и остались на бумаге.

### Пушка

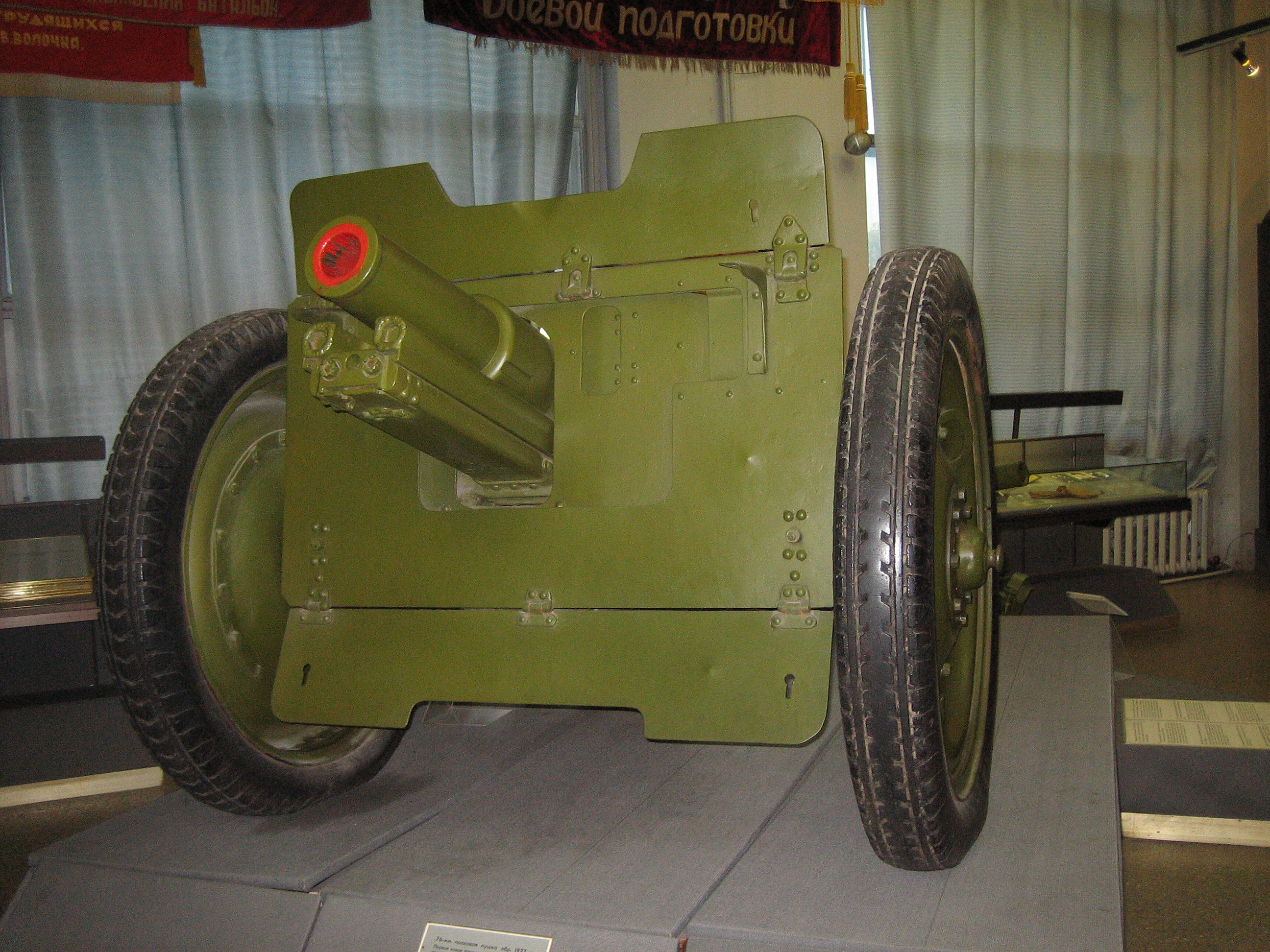
76-мм полковая пушка обр. 1927 г. в Центральном музее Вооружённых Сил, Москва

На машине стояла 76-мм полковая пушка образца 1927 года.

### Средства связи.
Не устанавливались.

## Боевые характеристики
СУ-26 являлась импровизацией военного времени. В мирное время на вооружение принята быть не могла, поскольку имела многочисленные недостатки.

## Сохранившиеся экземпляры
В начале 2021 года публике была представлена реконструированная СУ-26, восстановленная энтузиастами на основе оригинальных деталей, найденных на местах боёв, а также вновь изготовленных элементов. Выставлена в экспозиции Музея отечественной военной истории (дер. Падиково Истринский район Московская область).

## Т-26-6 в массовой культуре

### В компьютерной и игровой индустрии
Т-26-6 присутствует в ММО-игре World of Tanks, вооружение — 76-мм пушка обр. 1902/30г. 40 клб.
Т-26-6 представлена в онлайн-стратегии «В Окопе».